# 청원행사
청원행사(靑原行思, ?∼740)는 6대조사인 혜능의 가장 뛰어난 2명의 제자 중 하나이다. 남악회양과 함께 남종선을 흥하게 하였다.
운문종, 법안종, 조동종에서 7대 조사이며, 제자로는 청원행사에 이어 8대 조사가 된 석두희천이 있다.

## 일화
청원행사는 혜능이 유명하다는 이야기를 듣고 찾아갔다. 청원행사는 혜능에게 어떻게 공부를 해야 계급에서 떨어지지 않느냐고 물었다. 혜능은 청원행사에게 일찍이 어떻게 공부했느냐고 다시 물었다.
청원행사는 성인의 법마저도 짓지 않는다고 했다. 그러자 혜능은 그러면 어떤 계급에 떨어졌냐고 물었다. 청원행사는 성인의 법도 짓지 않는데, 무슨 계급이 있겠냐고 말했다. 혜능은 청원행사를 기특하게 여겨, 아무리 사람들이 많아도 상수로 삼았다.